# Stazione di Iglesias
La stazione di Iglesias è una stazione ferroviaria a servizio del comune di Iglesias, capolinea della ferrovia per Decimomannu.

## Storia

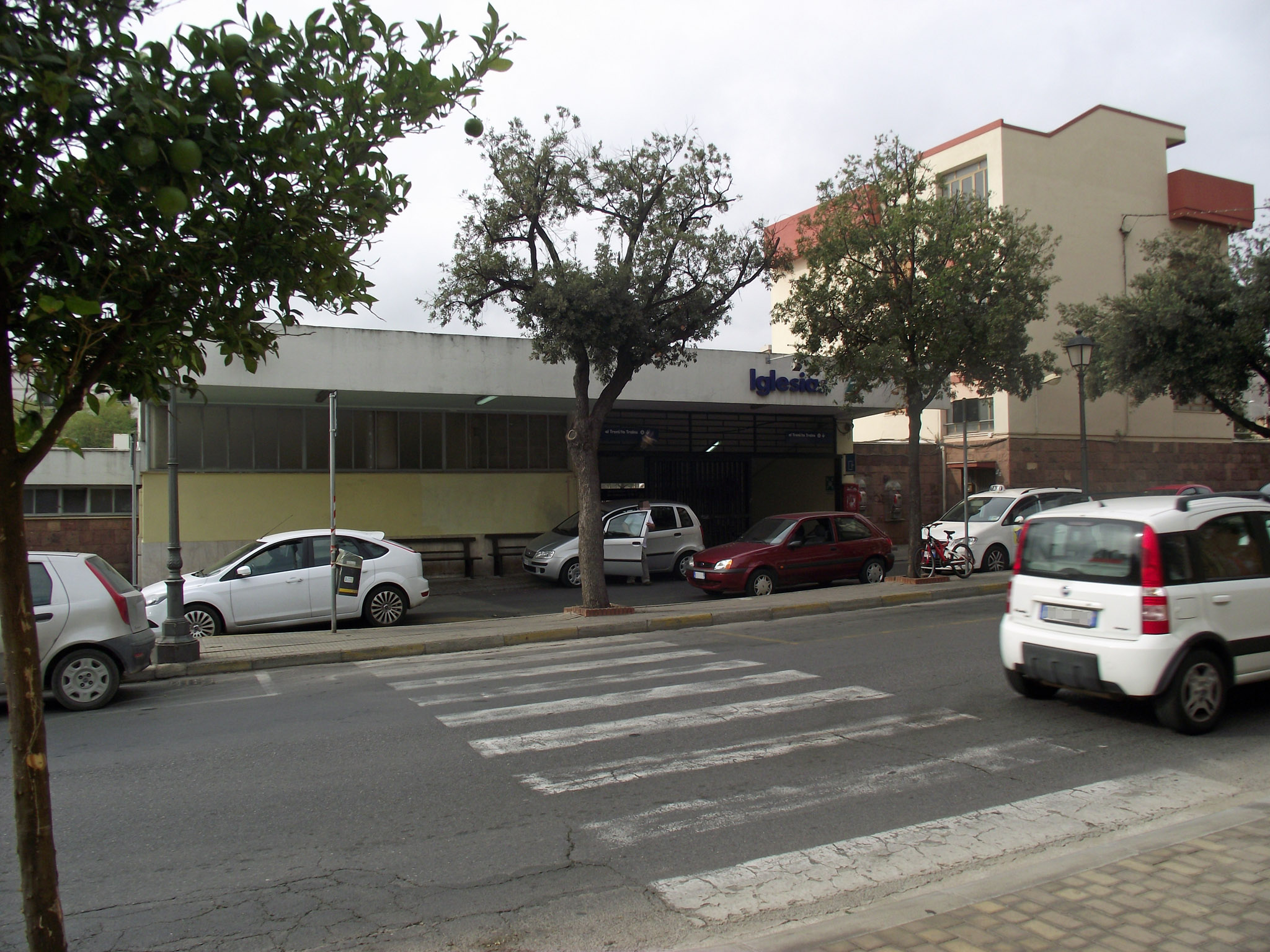
L'ingresso della stazione di via Garibaldi. L'accesso alla struttura è possibile anche dal parcheggio di via Crocifisso

Inaugurata nel 1872, la stazione di Iglesias venne costruita come stazione terminale della ferrovia Decimomannu-Iglesias della Compagnia Reale delle Ferrovie Sarde, la prima delle linee previste dalla rete ferroviaria pubblica sarda a essere completata nella sua intera lunghezza. Nel 1898 la stazione iglesiente fu raggiunta da un'altra linea, sempre delle Ferrovie Reali, che collegava lo scalo con la stazione di Monteponi, frazione del comune e sede di un importante sito minerario. Proprio alla necessità di un miglior sistema di trasporto al servizio delle miniere di Monteponi e del circondario è ricollegata la realizzazione di questi ulteriori 5 km di ferrovia, che tuttavia non erano collegati direttamente alla linea per Decimomannu e Cagliari: infatti la stazione non perse la caratteristica di stazione di testa, con la conseguenza che i treni diretti da Monteponi a Cagliari e viceversa erano costretti a effettuare la giratura delle locomotive a Iglesias.

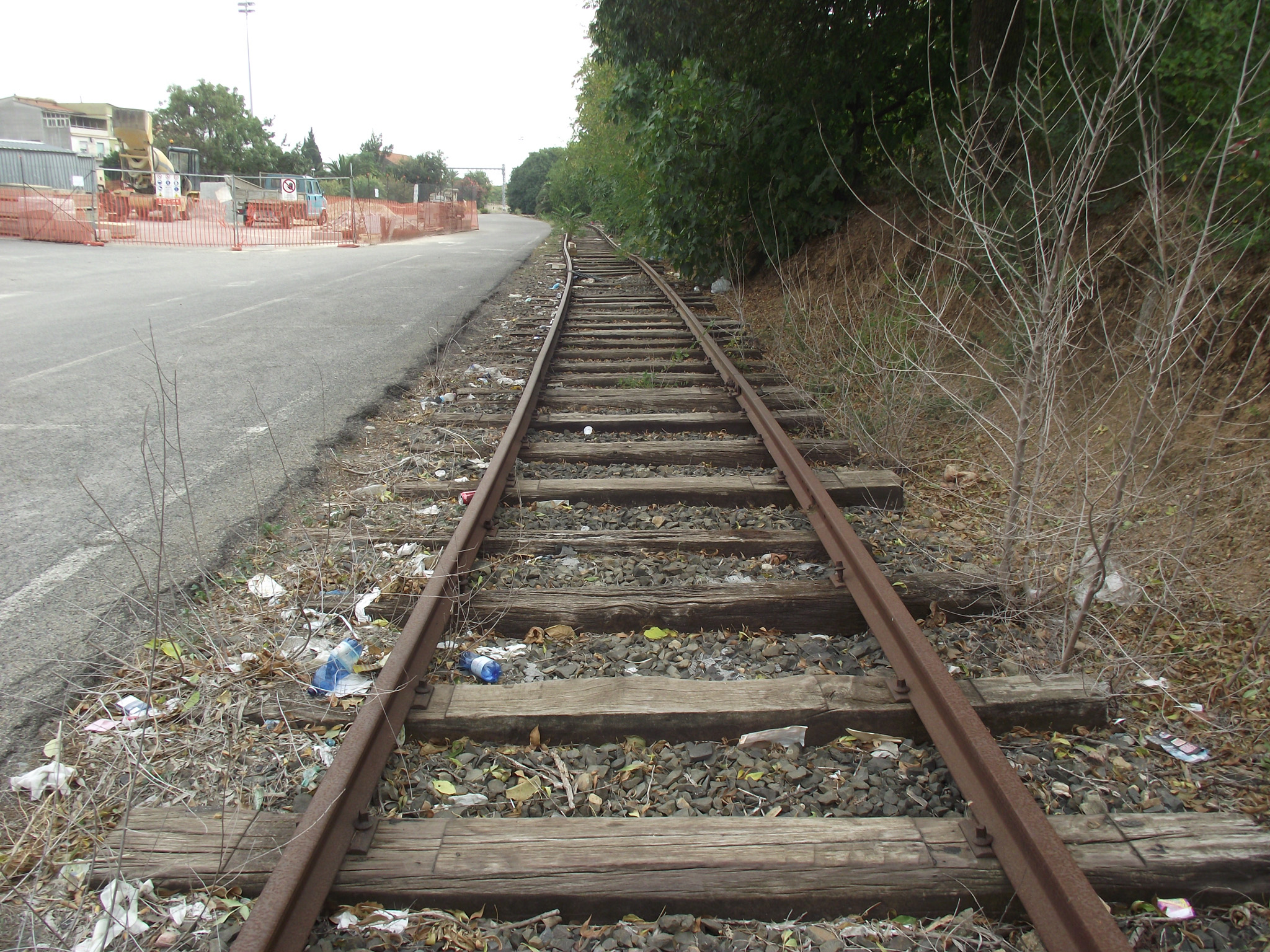
Resti di uno dei binari diretti verso la stazione FMS per interscambio merci

In seguito negli anni venti del Novecento nel Sulcis-Iglesiente vennero realizzate delle ferrovie complementari ad opera della Società Anonima Ferrovie Meridionali Sarde. Il governo nazionale decise in tal senso di girare il tronco Iglesias-Monteponi alle FMS, che nel 1926 subentrarono alle Ferrovie dello Stato (divenute proprietarie della rete delle Ferrovie Reali e tra le altre della stazione di Iglesias nel 1920) nella gestione di questa linea. Gli operai nel giro di 4 giorni riconvertirono la Iglesias-Monteponi a scartamento ridotto, e nel maggio 1926 a pochi metri dallo scalo FS di Iglesias arrivarono i primi convogli FMS della Palmas Suergiu-Iglesias, che si attestarono in una nuova stazione confinante con la parte sud dello scalo FS. Quest'ultimo fu quindi sottoposto a una modifica dell'infrastruttura ferroviaria, con il troncamento del binario che si immetteva sulla linea verso Monteponi. In questa occasione furono tuttavia realizzati dei binari a scartamento ordinario che raccordarono la stazione FS con l'area merci delle FMS per l'intermodalità tra le due società ferroviarie.
Lo scalo iglesiente assunse in questi decenni una particolare importanza anche per abitanti e merci della parte settentrionale del Sulcis, che per raggiungere Cagliari arrivavano a Iglesias coi treni delle Meridionali Sarde e da qui raggiungevano la vicina stazione FS per prendere i treni diretti nel capoluogo regionale. Buona parte di questo traffico merci e passeggeri nei due scali cittadini venne però a mancare dal 1956 in poi, a causa dell'apertura della ferrovia Villamassargia-Carbonia, che calamitò nella stazione di Carbonia Stato buona parte dei viaggiatori e delle merci dirette a Cagliari da Carbonia e dai comuni limitrofi. Nel corso degli anni intanto all'originario fabbricato viaggiatori a due piani si era sostituito quello a un solo piano, ancora in uso nel 2014.

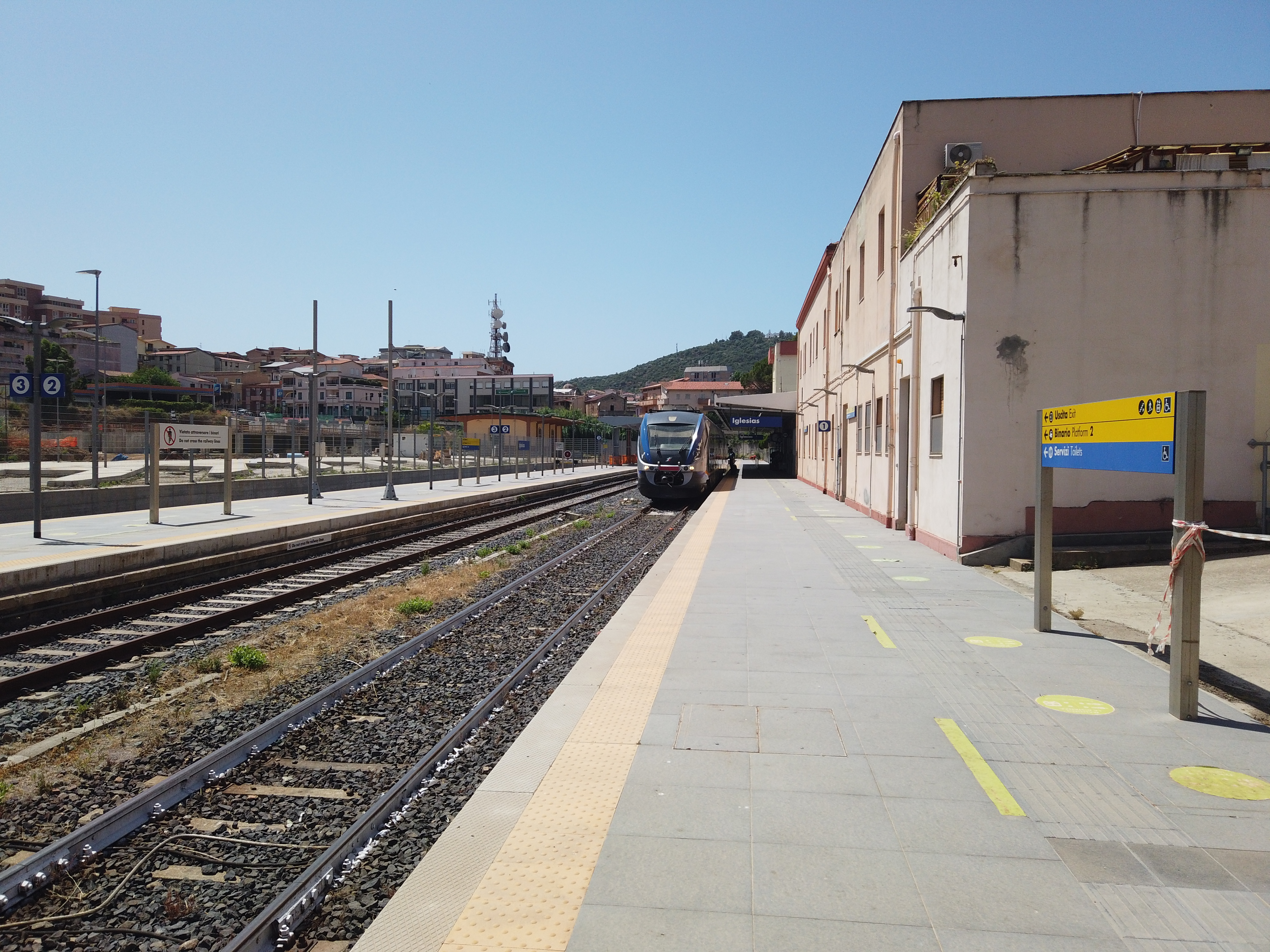
L'area passeggeri dello scalo

Nel 1969 il crollo di una galleria nei pressi di Cabitza, alla periferia della città, portò alla chiusura della Monteponi-Iglesias e della stazione FMS di Iglesias al traffico ferroviario. Con la chiusura completa della rete FMS, e della Monteponi-San Giovanni Suergiu nel 1974, la stazione di Iglesias tornò a essere l'unico scalo ferroviario attivo nel comune. La chiusura dell'altra stazione cittadina portò negli anni seguenti allo smantellamento nel piazzale FS della gran parte dei binari di collegamento con lo scalo FMS. Sempre nell'area compresa tra le due stazioni fu in seguito realizzato un parcheggio a pagamento delle FS.
Il sempre più ridotto traffico merci che interessava la stazione portò a una lenta dismissione dello scalo merci, la cui area, congiuntamente a quella del parcheggio FS, fu ceduta al comune di Iglesias nel 2009, il quale da allora la utilizza come parcheggio pubblico.
Nei primi anni del XXI secolo la stazione si configurava come il capolinea, insieme alla stazione di Carbonia Serbariu, di una delle direttrici maggiormente trafficate della rete FS sarda. Negli stessi anni per la stazione sono stati avviati dei progetti di potenziamento da parte del comune, atti a trasformare la struttura in un centro intermodale passeggeri (stazione sia per treni che per autolinee), i cui lavori per la realizzazione iniziarono a metà 2017.

## Strutture e impianti

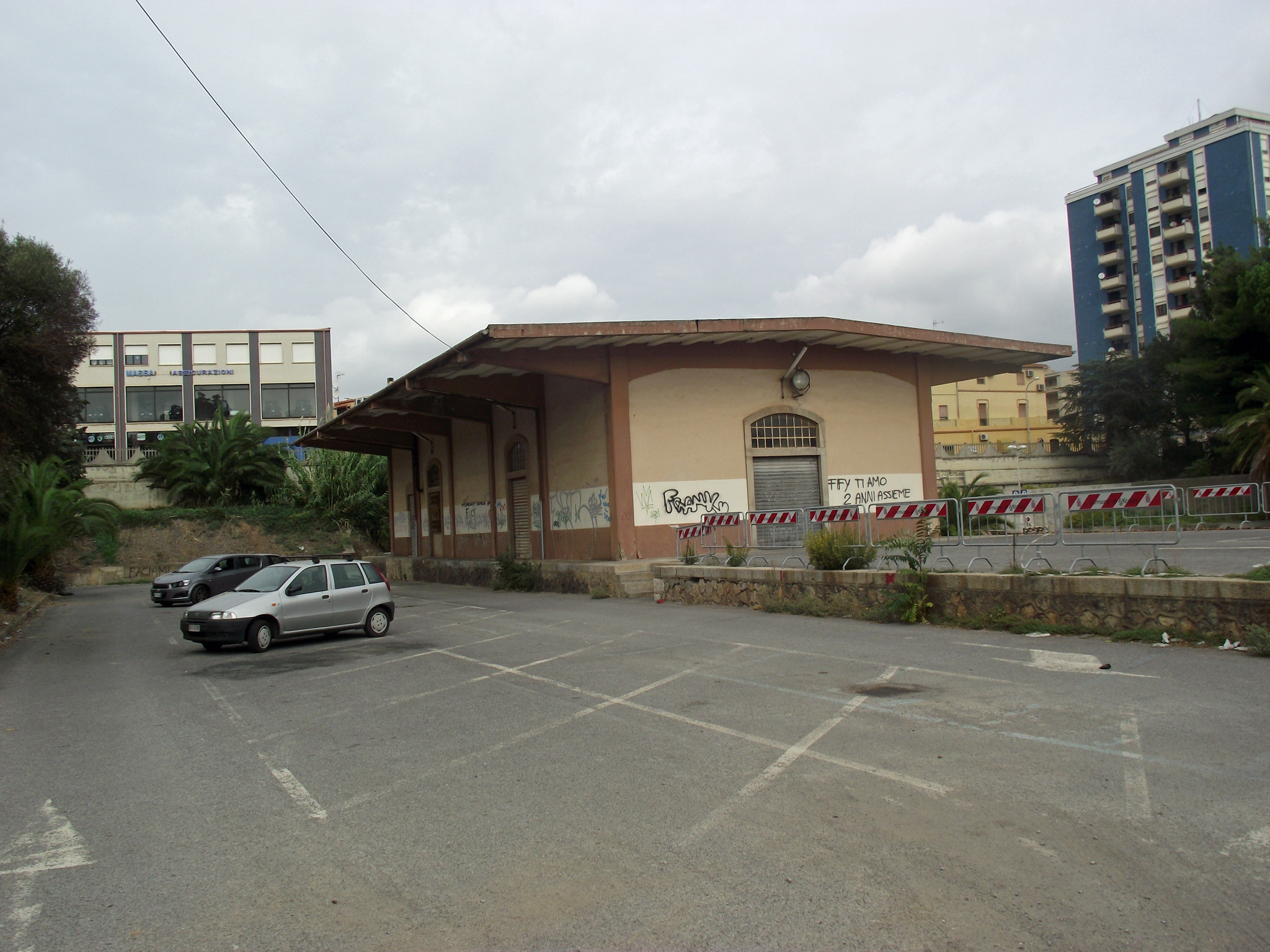
Il magazzino merci della stazione, con parte del piano caricatore, non più in uso. L'area dell'ex scalo merci ospita dal 2009 un parcheggio comunale.

La stazione di Iglesias, realizzata come scalo di testa della linea per Decimomannu, dinanzi al fabbricato viaggiatori era dotata fino al 2017 (anno di avvio dei lavori per il centro intermodale cittadino) di quattro binari tronchi, di cui tre attrezzati per il servizio passeggeri. Tale configurazione fu approntata insieme ad altri interventi tra la fine degli anni ottanta e l'inizio dei novanta; in precedenza erano tre i binari posti dinanzi all'edificio principale, uno per banchina, di cui uno per il servizio merci, confluenti inoltre nell'asse estremo in una piattaforma girevole poi smantellata.
A sud di questi binari erano in passato attivi i binari dello scalo merci, data la presenza in questa area del relativo magazzino, compresi i raccordi verso lo scalo merci della ex stazione FMS. Questa struttura, un tempo importante soprattutto per il trasporto dei minerali estratti nel circondario iglesiente, non viene più utilizzata stante la cessazione di un regolare servizio merci in Sardegna e tale area è dal 2009 impiegata come parcheggio dal comune di Iglesias.
Ulteriori binari sono presenti nella parte nord est dello scalo: dal binario 1 si dirama verso nord un binario tronco ad entrambe le estremità (da cui a sua volta se ne dirama un altro con le medesime caratteristiche), mentre è presente un prolungamento (tronco) del binario 2 (tronco): tutti questi binari sono utilizzati per il ricovero dei rotabili. Nel 2017, in seguito all'inizio dei lavori per la realizzazione del centro intermodale, le banchine ricevettero una lieve elevazione, in modo da facilitare l'accesso ai treni. Inoltre vennero completamente smantellati il binario 4 e i binari presso l'ex scalo merci, fu arretrato il fine corsa del binario 3 e fu chiuso temporaneamente il parcheggio pubblico.

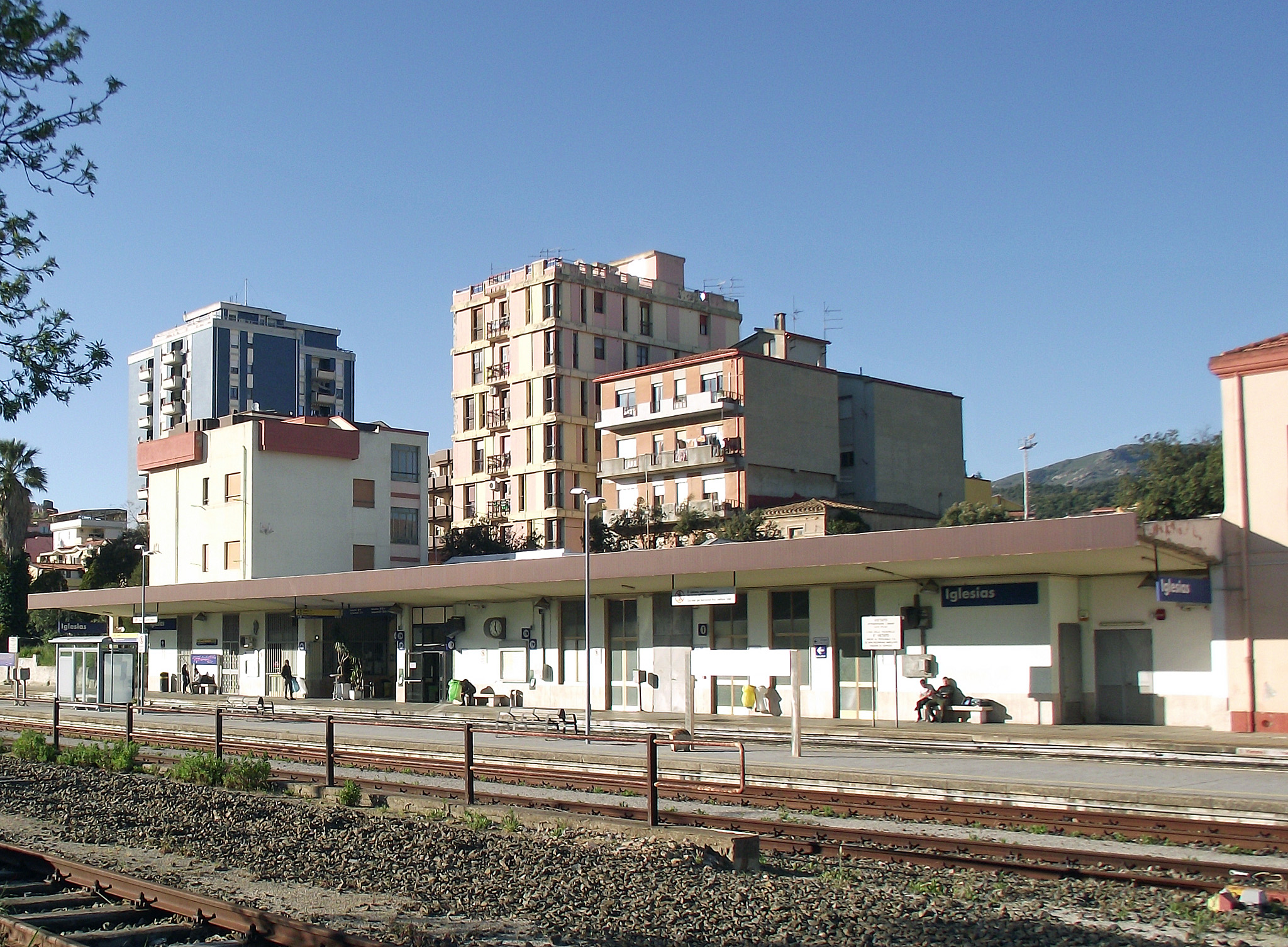
Il fabbricato viaggiatori dell'impianto

Dal punto di vista della gestione del movimento, tale compito spetta di norma al DCO di Cagliari: tale sistema di telecontrollo è stato attivato in stazione nel dicembre 2005.
Vari gli edifici di servizio presenti in stazione: il fabbricato viaggiatori presenta uno sviluppo a pianta rettangolare su un singolo piano, con l'accesso dalla via Garibaldi situato a una quota superiore rispetto al piazzale ferroviario. Adiacente ad esso è presente un altro fabbricato, a due piani, impiegato per fini di servizio e ospitante tra gli altri un posto di Polizia ferroviaria. Nella zona dei binari di rimessa sono presenti ulteriori locali, sempre impiegati a fine di servizio.
All'altro capo del fascio binari, sul lato sud sono presenti il dismesso magazzino merci ed un ulteriore fabbricato, entrambi dismessi.
In passato nell'area della stazione erano presenti anche due rimesse locomotive, successivamente dismesse e demolite.

## Movimento

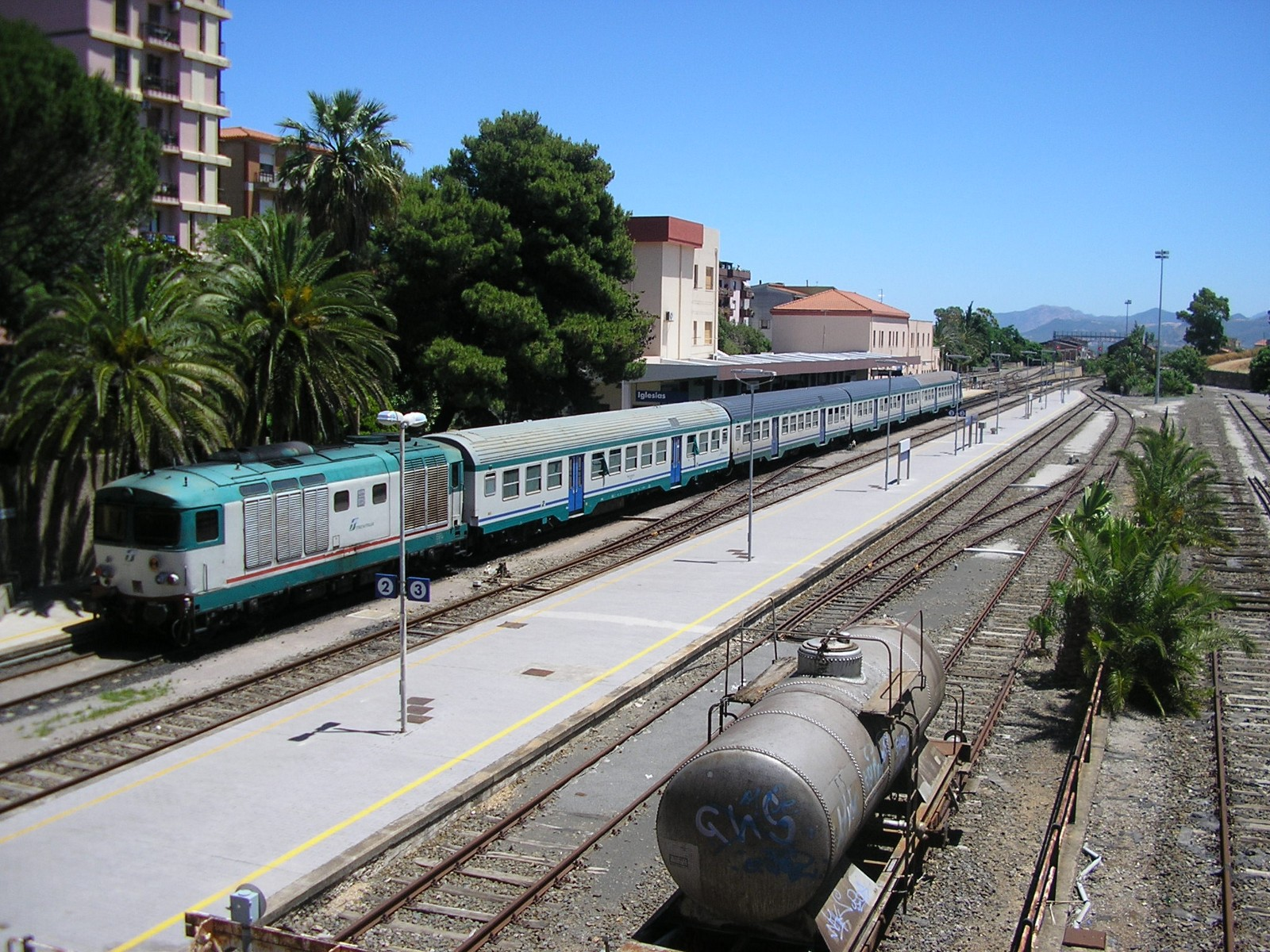
Convoglio di Trenitalia in sosta nel binario 1 della stazione (in epoca antecedente ai lavori per il centro intermodale)

Lo scalo è capolinea dei treni regionali espletati da Trenitalia, che collegano la città con Cagliari e Villamassargia.

## Servizi
L'impianto è classificato da RFI in categoria "silver", ed è strutturato per garantire l'accessibilità alle persone portatrici di disabilità motorie.
- Biglietteria a sportello
- Biglietteria automatica
- Sala d'attesa
- Servizi igienici
- Posto di Polizia ferroviaria
- Bar

## Interscambi

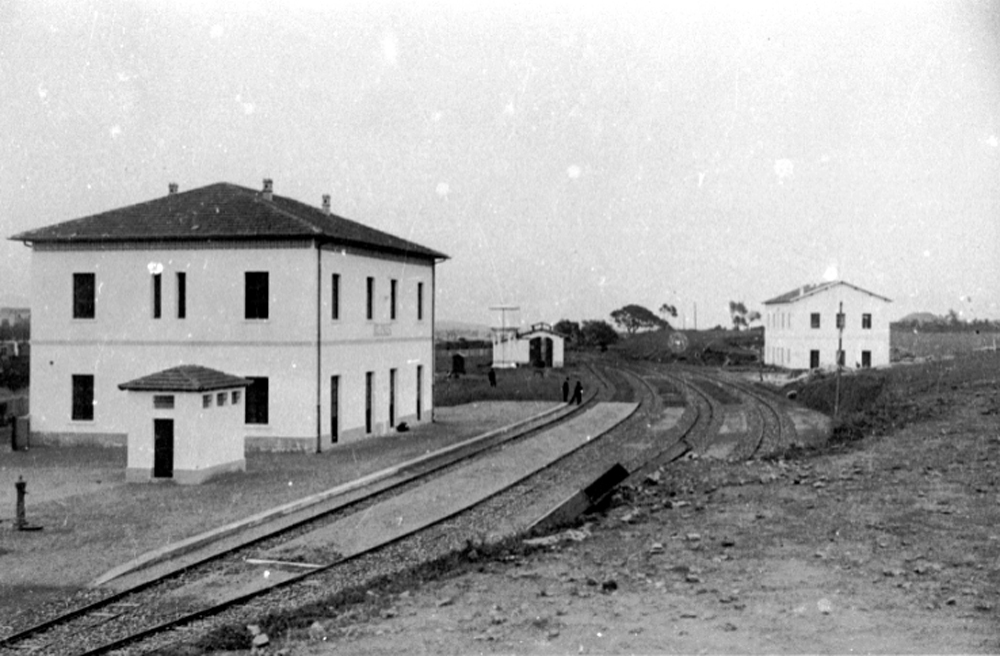
Sino al 1969 a fianco della stazione era attivo lo scalo ferroviario delle FMS

Il piazzale antistante l'ingresso del fabbricato viaggiatori ospita una fermata degli autobus dell'ARST, che effettuano un servizio di autolinee sia urbano che interurbano. In quest'ultimo caso dalla stazione è possibile raggiungere gli altri comuni dell'Iglesiente.
Dal 1926 al 1969 sul lato sud della stazione era inoltre attivo il capolinea della dismessa ferrovia per San Giovanni Suergiu.
- Fermata autobus
- Stazione taxi